# إستر روشون
إستر روشون (بالفرنسية: Esther Rochon) (و. 1948  م) هي كاتِبة، وكاتبة خيال علمي كندية، ولدت في مدينة كيبك.